# Pulsatilla reverdattoi
Pulsatilla reverdattoi är en ranunkelväxtart som beskrevs av A.V. Polozhii och A.T.Mal'tseva. Pulsatilla reverdattoi ingår i släktet pulsatillor, och familjen ranunkelväxter. Inga underarter finns listade i Catalogue of Life.